# Brick Cheese

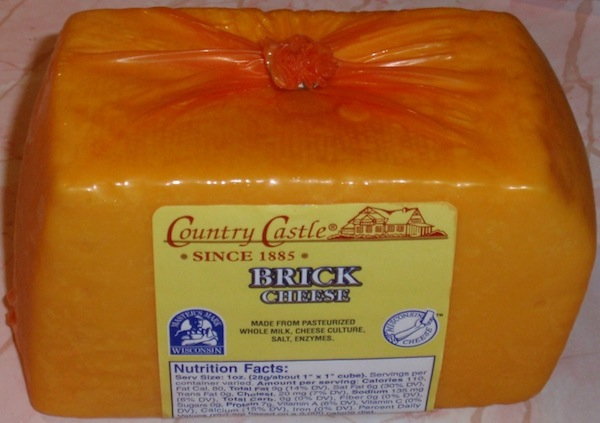
Brick Cheese

Brick Cheese ist ein amerikanischer Käse. Er wird aus Kuhmilch hergestellt und hat einen Fettgehalt von 45 %. Der Name bedeutet Backsteinkäse oder Ziegelsteinkäse und leitet sich von den Ziegelsteinen ab (englisch: bricks), zwischen denen der Käse früher bei der Herstellung gepresst wurde. Brick gehört zu den wenigen Käsesorten, die ihren Ursprung in den Vereinigten Staaten haben.

## Geschichte
Um 1875 wollte der Schweizer Emigrant John Jossi für seine Landsleute in Theresa (Wisconsin) einen Käse ähnlich dem Limburger herstellen, aber mit einer festeren Textur, also presste er den Käse zwischen zwei Mauersteinen. Joe Widmer, ein Käsehersteller der dritten Generation, der ebenfalls Schweizer Abstammung ist, führte John Jossis Methode zur Herstellung weiter, das Ergebnis ist ein preisgekrönter pikanter Brick, der mit europäischem Rotschmierkäse vergleichbar ist. Widmer verwendet weiterhin die Steine, die sein Großvater und sein Vater verwendet haben. Die Familie Widmer hat auch die Bakterienkultur der „gewaschenen Rinde“ beibehalten, die zur Erzeugung der charakteristischen scharfen und aromatischen Aromen verwendet wird, die sich bei der Reifung des Bricks entwickeln.

## Beschreibung
Die Rinde des Bricks hat eine natürliche rötliche Farbe und seine elastische Textur ist fest, mit vielen kleinen Löchern. Sein Geschmack ist ziemlich scharf, aber nicht so stark wie beim Limburger. Brick wird hauptsächlich für Sandwiches, Canapés und Cheeseburger verwendet.
Zunächst ist der Brick mild und wenig nussig im Geschmack; erst mit zunehmender Reifung wandelt sich sein Aroma zu scharf-würzig, was ihm den Spitznamen „Limburger des verheirateten Mannes“ eingebracht hat.